# Уваринська сільська рада
Уваринська сільська рада (рос. Уваринский сельский совет) — муніципальне утворення у складі Камизяцького району Астраханської області, Російська Федерація. Адміністративний центр — село Увари.

## Географічне положення
Сільська рада розташована у центральній частині району. Територією сільради протікають протоки Волги Увари, Камизяк, Великий Кал, Канича та інші.

## Населення
Населення — 1219 осіб (2010).
Національний склад:
- росіяни — 86,9%
- казахи — 8,6%
- татари — 2,3%
- інші — 2,2%

## Склад
До складу поселення входять такі населені пункти:
| Населений пункт | Населення, осіб (2010) |
| --------------- | ---------------------- |
| Увари, село     | 1034                   |
| Успех, село     | 185                    |

## Господарство
Провідною галуззю господарства виступає сільське господарство. Тваринництво займається розведенням великої рогатої худоби, овець, кіз, коней та птахів. Відповідно основною продукцією виступають м'ясо, молоко, шерсть та яйця. Рослинництво займається вирощуванням овочів, зернових та картоплі. У сільраді розвинено рибальство.
Серед закладів соціальної сфери у сільраді діють фельдшерсько-акушерська амбулаторія, дитячий садок, середня школа ім. Чилімського В. Я. на 392 місця (школа у селі Успех закрита), будинок культури, 2 сільські бібліотеки. Діють також 4 магазини, пекарня та їдальня.
Транспорт у сільраді представлений під'їзною дорогою від міста Камизяка та судноплавними протоками Волги.